# Historia de la Seo del Salvador en su Epifanía de Zaragoza

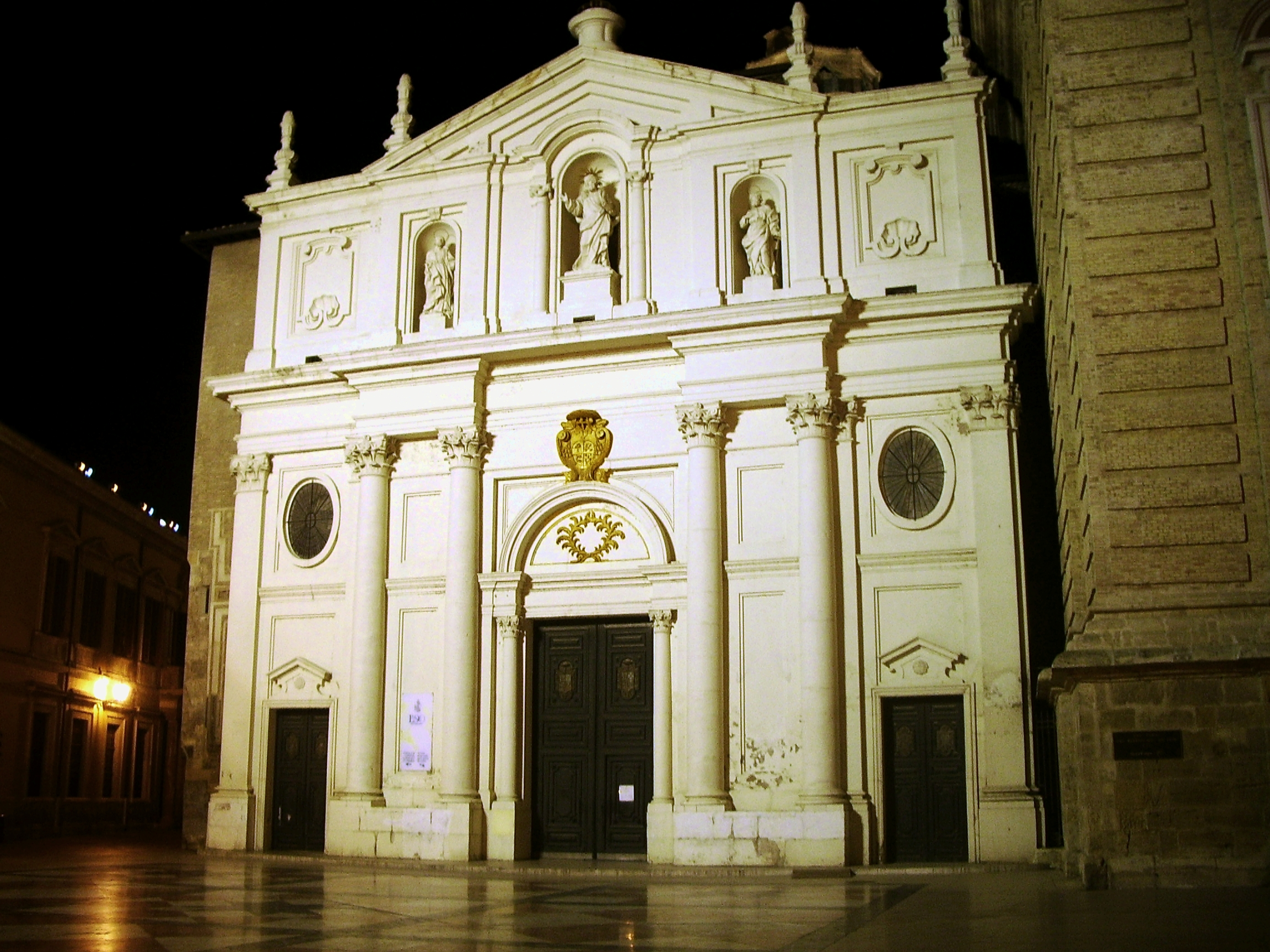
Fachada neoclásica de la Seo.

La historia de la Seo del Salvador de Zaragoza recorre casi dos mil años, desde la dominación romana, cuando el solar donde se asienta la catedral fue utilizado como foro de la ciudad romana de Caesaraugusta.
En la época de la Taifa de Zaragoza existió en el mismo lugar la llamada Mezquita Aljama, fundada por Hanas ben Abdallah as San'ani. Este período concluyó con la conquista de Zaragoza por Alfonso I el Batallador (1118), que significó el fin de la propia Taifa y el establecimiento de un reino cristiano en el territorio. La mezquita se transformó en catedral —bajo la advocación de San Salvador— el 4 de octubre de 1121. El prelado Pedro de Librana era el titular de la sede episcopal de Zaragoza.
A partir de 1140 comienza a derruirse la vieja mezquita y se construye, entre 1166 y 1198, el templo románico de planta basilical con ábsides. Con la base de esta edificación se emprendería, en el siglo XIV, la transformación al estilo gótico.
La catedral tuvo su momento de mayor esplendor bajo el arzobispado de los miembros de la Casa Real de Aragón. Dos de ellos fueron Juan de Aragón (1458-1475) y Alonso de Aragón (1478-1520). Juan de Aragón llevó a cabo obras importantes en la catedral, como construir el retablo mayor y ordenar la labranza de un nuevo órgano. La tarea más significativa fue añadir dos naves a las tres existentes en la catedral, así como la construcción del tercer cimborrio, emprendidas por Alonso de Aragón.
Durante el arzobispado de Hernando de Aragón (1539-1575), también miembro de la Casa Real aragonesa, se terminó la ampliación del templo y se construyeron varias capillas. La de San Bernardo, diseñada como capilla funeraria del arzobispo y de su madre, y la de San Benito fueron dos de las más suntuosas.
Antonio Ibáñez de la Riva Herrera vivió durante su arzobispado la construcción de la torre catedralicia de estilo barroco, construida entre 1681 y 1704. Con Francisco Añoa Busto se procedió a levantar el nuevo frontispicio de la catedral (1764-1767).
En las últimas décadas del siglo XX, durante el arzobispado de Elías Yanes, se restauró el edificio. El proyecto contempló la consolidación desde los cimientos, el fortalecimiento de los endebles pilares que amenazaban ruina y la limpieza de los monumentos más importantes dentro de la catedral. La obra estuvo a cargo de Ángel Peropadre Muiese (1980-1988), Ignacio Gracia Bernal (1989-1991) y el equipo formado por Luis Franco Lahoz y Mariano Pemán Gavín (1992-1998). El trabajo finalizó en 1997 y fue presentado al público por los reyes Juan Carlos I y Sofía de Grecia el 11 de noviembre de 1998.

## Orígenes

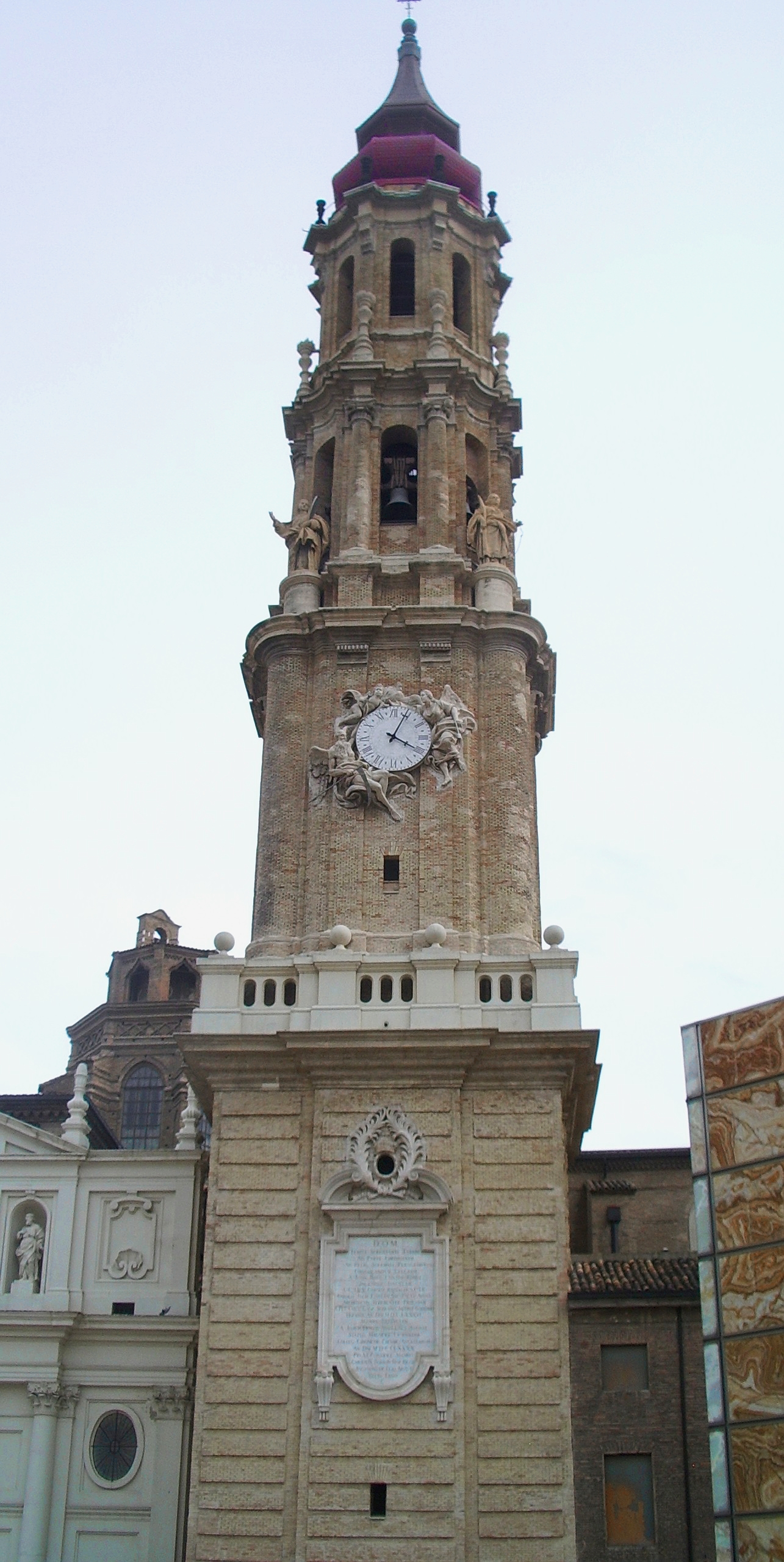
La Torre de la Seo, donde se encuentran vestigios del alminar de la mezquita.

Desde la época romana el lugar donde ahora se yergue la catedral ha sido el centro de la actividad religiosa de la ciudad. En recientes excavaciones arqueológicas, algunos restos del primitivo foro romano de Caesaraugusta se han encontrado bajo el subsuelo de la Plaza de la Seo. Contrario a lo que sucedía en otros templos de ciudades romanas, no fue edificado en la confluencia del cardo y el decumano, sino en la ribera del Ebro, cercano al puerto fluvial.
Desde mediados del siglo III la ciudad comienza un proceso de cristianización, y Caesaraugusta se convirtió en sede episcopal visigótica. No se conoce exactamente el emplazamiento de la catedral tardorromana, consagrada a san Vicente Mártir. El hecho de que se ha encontrado un cancel visigótico durante las excavaciones en el solar de la Seo ha llevado a muchos estudiosos a conjeturar que pudo ubicarse allí.
El concilio cesaragustano de 380 decretó normas sobre la música y liturgia de las grandes celebraciones religiosas. En el siglo VII el obispo Braulio de Zaragoza impulsa la cultura y las artes al amparo del monasterio de Santa Engracia. Llegó incluso a escribir algunas composiciones. Se considera a estos eventos como el punto de partida de la música en la Seo.
A la caída de Caesaraugusta en manos árabes, inició la arabización de la ciudad y de la zona conurbada. Como parte del proceso de islamización Hanas ben Abdallah as San'ani, discípulo de un allegado de Mahoma, construyó —entre 714 y 716— la mezquita mayor de Saraqusta al Baida, «Zaragoza la Blanca», una de las más antiguas de Al-Ándalus. En muchas crónicas árabes se relatan tradiciones que atribuyen la colocación del mihrab —que contaba con una hornacina tallada en un mármol blanco, quizá alabastro— en el muro oriental, posiblemente donde hoy se encuentra la capilla de San Pedro Arbués. Al respecto comenta al-Zuhrí:

[el mihrab está esculpido] de un solo bloque de mármol blanco que no tiene parangón en todo el ecumene
al-Zuhrí.

este mihrab es un bloque de mármol blanco de una sola pieza ahuecado con una maestría asombrosa y un arte maravilloso, encima del cual se colocó una concha de formas perfectas; en todo el mundo no existe un mihrab semejante
Crónica árabe anónima.

La mezquita fue construida en dirección oeste-este y ocupaba una superficie de 35 × 44 m. Consistía de un patio abierto —llamado sahn— y una sala para orar, que contaba con cinco naves con muros perimetrales apoyados en sillares de alabastro. La puerta principal de ésta se encontraba en el mismo sitio donde actualmente se yergue la fachada neoclásica. No se conservan muchos elementos de la construcción, tan solo vestigios de algunas bases y la huella del mihrab.
Dos ampliaciones se le hicieron al edificio. La primera ocurrió en 856, debida al apogeo político de Musa ibn Musa, cuyos gastos fueron solventados por una aceifa emprendida contra la región de Barcelona. Básicamente consistió en añadir dos naves a cada lado, por lo que la superficie del patio alcanzó un área de 56 × 44 metros. El mihrab se mantuvo intacto, lo que causó que se desplazara un poco el eje axial del templo. La segunda ampliación tuvo lugar en 1023, bajo Mundir I. En ella se alargó hacia el oriente la mezquita y se consiguió una superficie de 54 × 86 metros. La operación consistió en trasladar el bloque del mihrab desplazándolo sobre rodillos, evento que originó grietas en la pieza. El hecho más perdurable de esta ampliación fue la construcción de un alminar, sustituido por la actual torre barroca en el siglo XVII.
En el proceso de restauración culminado en 1999 se descubrieron vestigios de la planta de la mezquita, así como la impronta del alminar en los muros del frontispicio. Este hallazgo, unido a las piezas del alminar que se encuentran embutidas en el campanario, ha permitido reconstruir su aspecto original. Tanto el alminar como el mihrab fueron construidos en dirección a La Meca, pero durante el período cristiano el muro principal se dirigía hacia el norte.

## El templo medieval

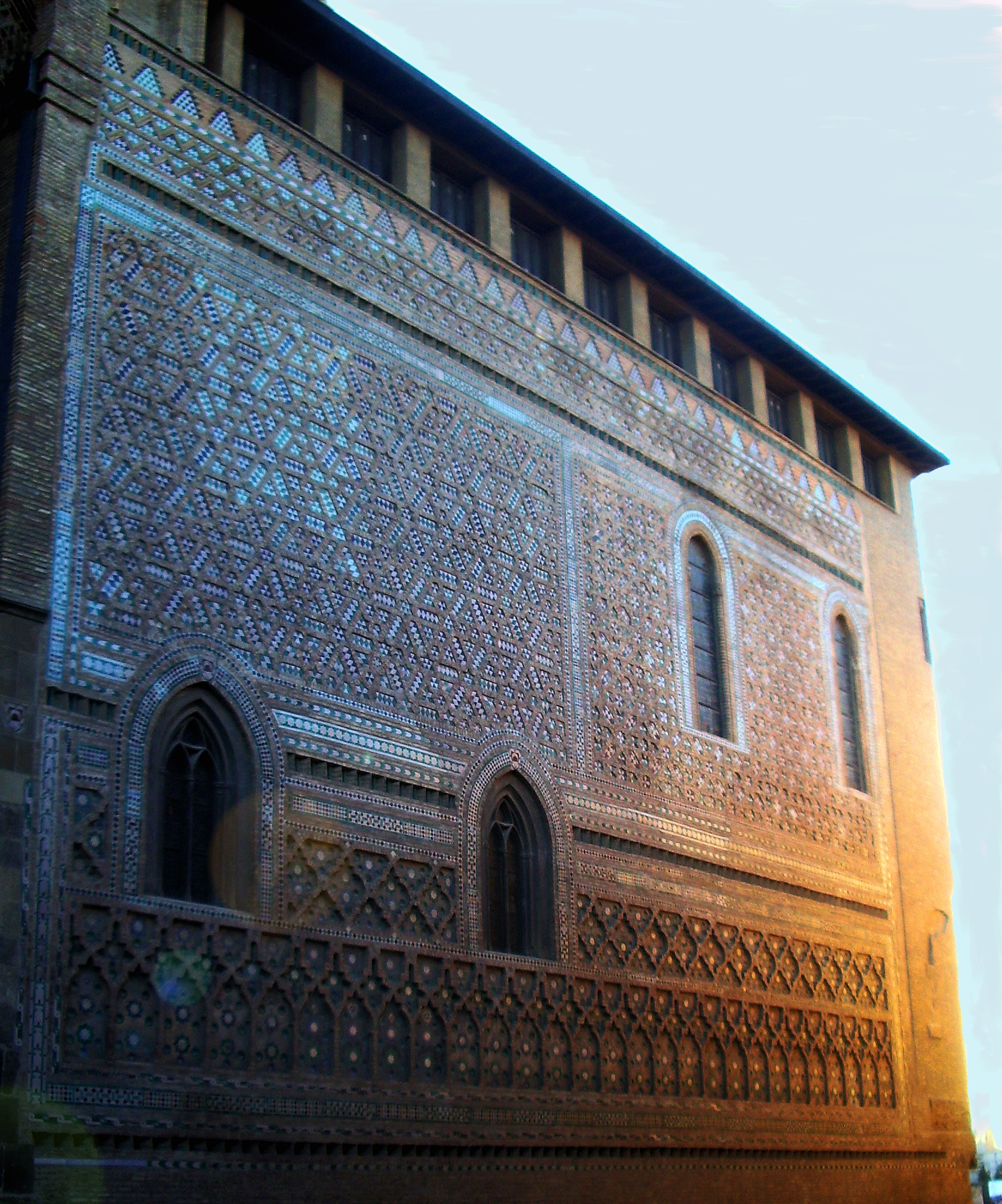
Muro de la Parroquieta, construido por órdenes de Lope de Luna en el.

La caída de Zaragoza en manos de Alfonso I, el 18 de diciembre de 1118, convirtió a la ciudad en capital del reino cristiano de Aragón. A pesar de ello, le es concedido a los musulmanes un plazo de un año para instalarse fuera de la ciudad. La antigua mezquita experimenta un proceso de metamorfosis que la llevará a convertirse en la catedral de San Salvador, el 4 de octubre de 1121. Ocupaba entonces la sede episcopal Pedro de Librana (1118-1128).
Con los arzobispos Bernardo Jiménez (1138-1152) y Pedro Tarroja (1153-1184), la catedral cristiana comienza a tomar forma. Bajo el primero se adopta la regla de San Agustín y comienzan las obras para desmantelar el edificio musulmán.
A partir de 1140 comienza la destrucción de la mezquita. Entre 1166 y 1198 se emprende la edificación del templo románico de planta basilical con ábsides. La estructura se basaba en tres naves con crucero rematadas cada una por un ábside semicircular, de los que solo se conservan dos. Estas obras fueron dirigidas a lo largo de varios años por los obispos Ramón de Castellazuelo, Vicente Sola y Rodrigo de Ahonés, hasta su culminación a mediados del siglo XIII. El principal componente usado fue la piedra, habitual en el arte románico, aunque fue difícil conseguirlo pues es escaso en las cercanías del río Ebro. Se derribaron once tramos de las naves y el patio de la mezquita se convirtió en claustro. El ingreso principal al templo se haría por el sur, en la actual puerta de la Pabostría. En una estructura sin parangón en la península ibérica, con la única excepción de la mezquita de Córdoba, se integró en el recinto una iglesia de tres naves sin ábsides y cuyo transepto no resaltaba de los muros laterales. Destacaba una ancha nave que no tenía nada en común con otras iglesias de la época, como San Pedro de Rodas o San Salvador de Leyre. Poseía un techumbre de madera a dos vertientes y el alminar musulmán se había convertido en campanario.
El edificio románico de la Seo albergó también archivo, refectorio, enfermería y dos claustros. Durante esos años se finalizó la portada sur, que se construyó aprovechando el espacio abierto de la puerta de una sala del oratorio islámico. En 1994 se descubrieron los cimientos de este pórtico, cerca del actual trascoro, con dos torres cuadrangulares flanqueándola a ambos lados. Esta portada fue derruida en 1549 y junto a ella se han encontrado algunos vestigios de conjuntos escultóricos que representan el Apocalipsis y la segunda venida de Cristo. Ambas obras presentan rasgos similares al tímpano de la portada de la iglesia de la abadía de Saint Pierre de Moissac (1130).
Desde 1204 hasta el siglo XVI los reyes de Aragón son coronados en la Seo, gracias a un privilegio que concedió a la catedral el papa Inocencio III. Todo ello provocó que la catedral zaragozana tuviese una gran importancia en el reino de Aragón, pues era el lugar donde se celebraban las coronaciones reales, los bautizos, bodas y entierros de la familia real aragonesa. El último soberano en ser investido en la Seo fue Carlos I de Aragón.
En 1293 se concluyó el edificio anejo a la Seo conocido como la Casa del Deán, construido como habitación del prior del cabildo catedralicio. Fue reformado en el siglo XVI en estilo plateresco-mudéjar.

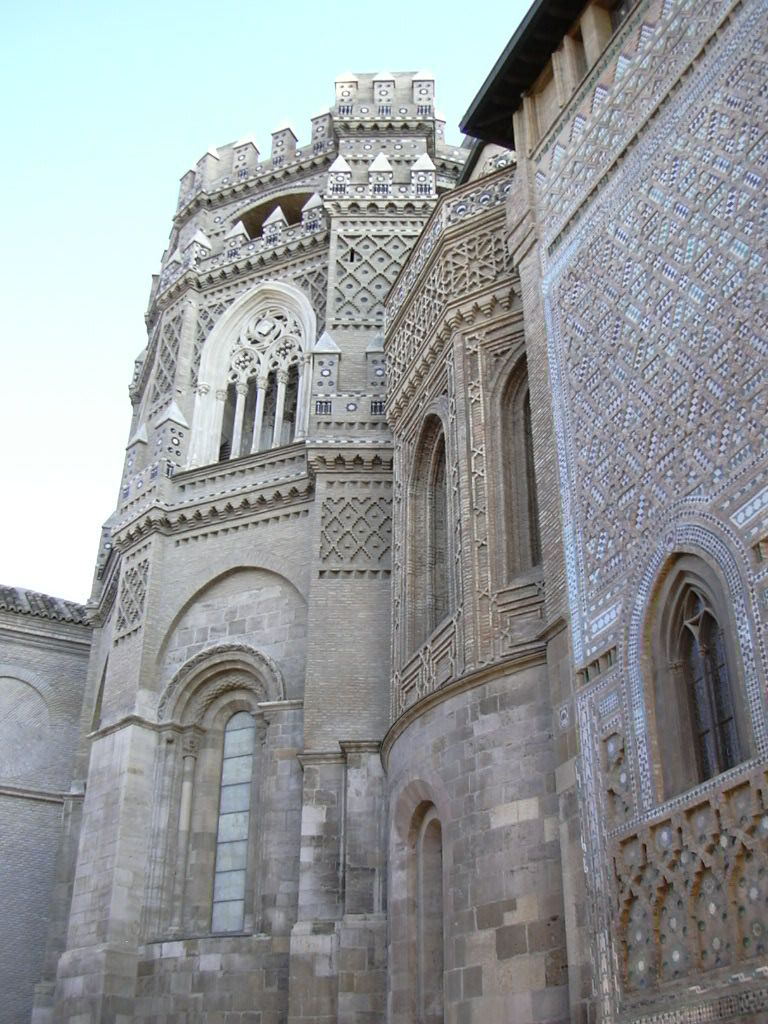
Exterior del ábside central de la Seo.

Se aprovechó la estructura del recinto islámico, y se colocó un tabicado para la apertura de capillas y cierre de anexos necesarios para los canónigos. El eje central del templo se dirigía ahora hacia el norte, para evitar que coincidiera con el Este, a donde los musulmanes dirigían sus oraciones —pues en esa dirección se encontraba La Meca—. Las únicas huellas de la catedral románica son las partes inferiores de los ábsides mayor y del lado del Evangelio, realizadas en piedra. Las ventanas de medio punto se cierran en alabastro y se hallan ornadas con finos motivos de ajedrezado jaqués y capiteles historiados. En cuanto al ábside central, resguarda en su interior una serie de esculturas ocultas tras el retablo mayor.
El templo románico de la Seo presenta semejanza con la catedral de Jaca y con las iglesias del Camino de Santiago.
Juan XXII independizó el 14 de julio de 1318 la diócesis de Zaragoza de la archidiócesis de Tarragona. Entonces el antiguo obispado sufragáneo de Zaragoza se convirtió en arzobispado independiente, siendo el primero de sus arzobispos Pedro López de Luna. Durante todo el siglo XIV, las modificaciones a la Seo se harán siguiendo los cánones estéticos del gótico imperante pero empleando materiales más accesibles en Aragón, como yeso, ladrillo o cerámica, que a la vez eran los más utilizados en la tradición constructiva mudéjar. El resultado es el característico gótico-mudéjar de la catedral zaragozana.
El impulso acelerado que recibieron las obras para llevar la catedral al gótico permitió conservar los mismos ábsides, pero se añadió una nave central y dos laterales de menor altura, junto a tres naves paralelas. El primer cimborrio comenzó a ser levantado en 1346 por Domingo Serrano y Juan de Barbastro.
Hacia finales del siglo XIV, el auge del gótico lleva a reedificar la iglesia, convirtiéndola en un templo de mayores proporciones y más luminosa. El mudéjar aragonés alcanza dos de sus obras cumbres en los ábsides superiores de la Seo y en el muro de la Parroquieta, hecha en colaboración con alarifes sevillanos. El arzobispo Lope Fernández de Luna proyecta la capilla de San Miguel, cerrada por la Parroquieta, como su capilla funeraria. En su interior guarda el sepulcro del clérigo, obra de Pedro Moragues. La munificencia de don Lope permitió que, entre 1378 y 1379, se construyera la fachada mudéjar en el transepto correspondiente al lado del evangelio, que continuaba por el exterior —en lo que se conoce como la Parroquieta—. La parte superior del ábside central se erigió a principios del siglo XV, gracias al apoyo brindado por el Papa Luna. En agradecimiento, se colocó su escudo entre las tracerías flamígeras de las ventanas.

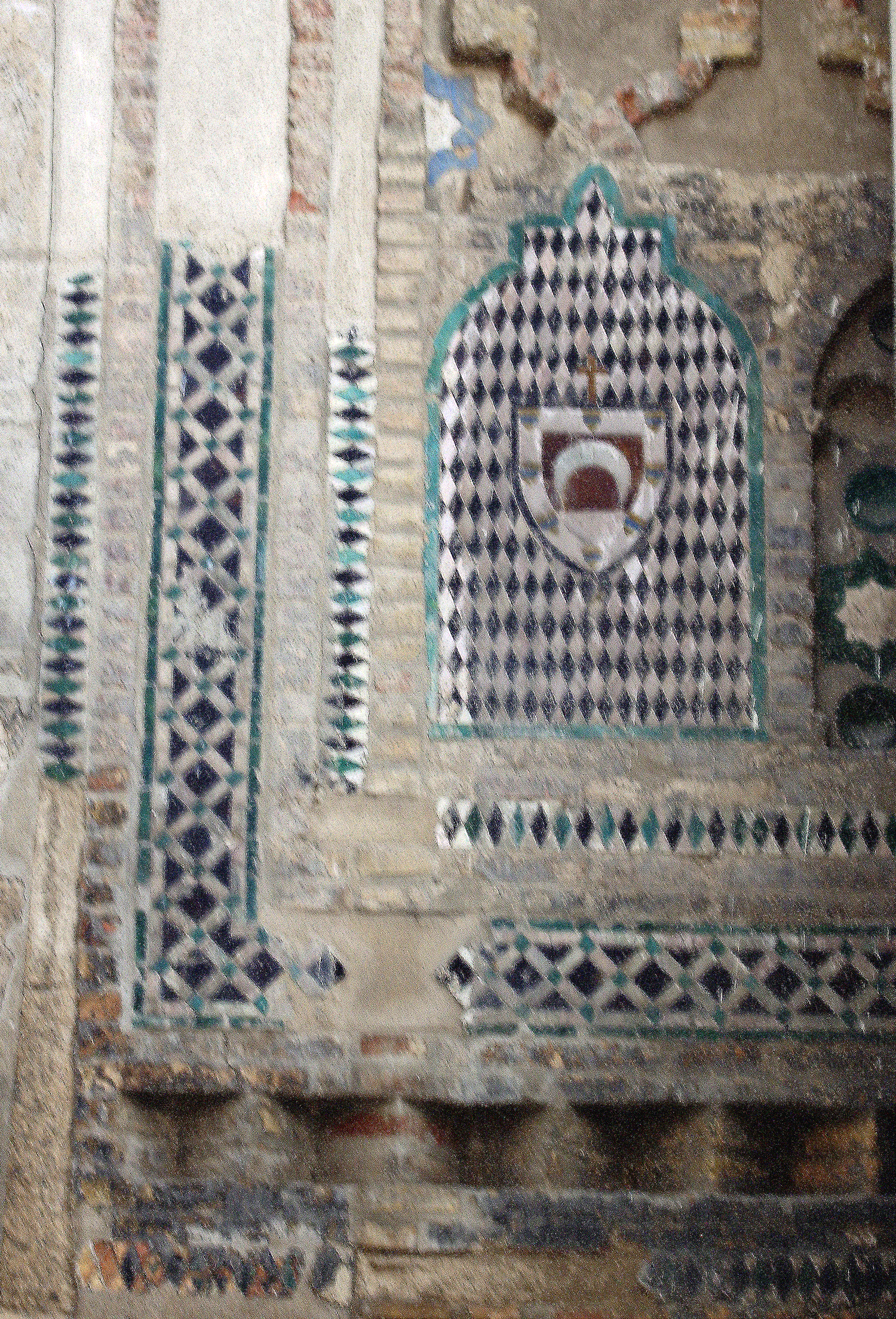
Detalle de la portada mudéjar de la Seo.

Un nuevo cimborrio de ladrillo y con forma de tiara papal quedó finalizado en 1408, habiéndose iniciado en 1370. Sin embargo, hacia 1417 amenazaba ya ruina. Catorce años después, en 1431, ocupó la sede zaragozana Dalmau de Mur, otrora arzobispo de Tarragona. Su actuación tuvo como puntos centrales la construcción del retablo mayor, la sillería del coro, vidrieras para la iluminación de la nave central, el extinto frontis de la Pabostría y otras obras de menor trascendencia.
Benedicto XIII de Aviñón, conocido como el Papa Luna, donó a la catedral sendos bustos de San Valero, San Vicente y San Lorenzo, datados en 1397 y cuya factura podría indicar que se elaboraron en Aviñón. Según la tradición aragonesa, el busto de San Valero presenta los rasgos faciales de Pedro de Luna. La misma fuente indica que la forma de tiara papal que tenía el cimborrio estaba pensada para reivindicar la condición de pontífice que reclamaba el antipapa Benedicto XIII. Del siglo XV también data la primera serie de paños que se conserva en la Seo, referente al tema de la Pasión de Cristo.
El retablo mayor fue comenzado en 1434 por Pere Johan, quien labró la predela con motivos de la vida de San Valero de Zaragoza. El coro, colocado en el centro de la nave mayor de acuerdo a la tradición imperante, fue elaborado por Juan Navarro y los hermanos Gomar, entre 1445 y 1447. Dalmau de Mur se encuentra sepultado en él. En cuanto al órgano, funde restos del instrumento gótico de 1469 y algunos de siglos posteriores. La integración fue llevada a cabo por Pedro Roqués a mediados del siglo XIX.

## Renacimiento

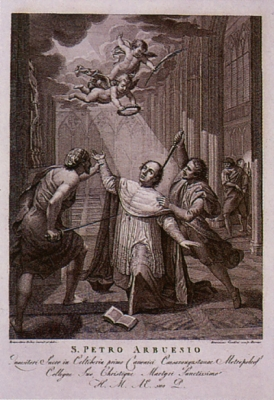
Martirio de San Pedro Arbués, por Francesco Cecchini. Grabado al aguafuerte, conservado en el Archivo de la Seo.

Uno de los hechos más importantes en la historia de la Seo es el asesinato, el 14 de septiembre de 1485, del primer inquisidor general de Aragón, Pedro Arbués —canonizado por Pío IX en 1867—. El crimen se cometió en la catedral, mientras el eclesiástico oraba cubierto con malla y un casco. La mala acogida que tuvo la instauración de la inquisición española, vista como un ataque a los fueros de Aragón, propició que algunas familias de judíos conversos (Sánchez, Montesa, Paternoy y Santángel) se implicaran en el asesinato de Arbués. El pueblo zaragozano se indignó ante la muerte del clérigo y se produjo un clima de hostigamiento general hacia los judíos. Relata Jerónimo Zurita que el resultado de aquella persecución fue «nueve ejecutados, en persona, aparte de dos suicidios, trece quemados en estatua y cuatro castigados por complicidad». La tumba de Pedro Arbués fue tallada por Gil Morlanes el Viejo y sus restos trasladados a la capilla homónima en 1664, con motivo de la beatificación.
La época del Renacimiento coincide con el mandato de los arzobispos de la Casa Real. Fueron éstos los que le dieron el aspecto definitivo a la Seo, y la transformaron en un espacioso y delgado templo de planta salón (Hallenkirche), a semejanza de la catedral de Barbastro y de la lonja de Zaragoza. Las cinco naves de igual altura se cubrieron con bóvedas de crucerías, que descansan sobre delgadísimos pilares fasciculados, coronados con capiteles de ornamentación vegetal y algunas alusiones heráldicas.
El vástago ilegítimo de Juan II el Grande, Juan de Aragón I, ocupó la sede arzobispal entre 1440 y 1475. Impulsó la construcción de un nuevo órgano, y contrató al alemán Hans Piet Dansó para que esculpiese tres nuevas escenas —con sus correspondientes ornamentos— en el retablo, esta vez en alabastro. Cabe destacar también la renovación de varias capillas.

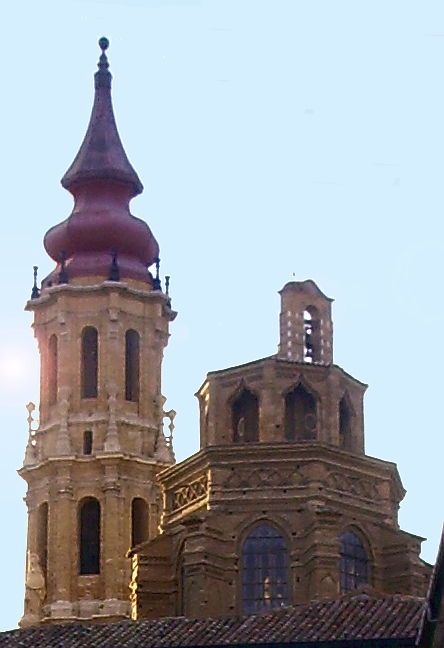
En primer plano, el tercer cimborrio que ha tenido la Seo, construido por orden de Alonso de Aragón.

Alonso de Aragón (1478-1520), hijo bastardo de Fernando II, planeó ampliar la Seo añadiendo dos naves a cada lado, con lo que se alcanzaría un total de cinco naves. En 1498 se proyectó la construcción de un nuevo cimborrio, pues uno de sus pilares se derrumbó ese año. Juan Botero y otros maestros constructores viajaron a la ciudad del Ebro para edificar el nuevo cimborrio (1505-1520), erigido a base de una estrella de ocho puntas. Sin embargo, estas obras fueron concluidas por Juan de Aragón (1520-1531), hijo y sucesor del arzobispo Alonso.
Bajo Hernando de Aragón (1539-1575), hijo ilegítimo de Alonso de Aragón y Ana de Gurrea, se agregaron dos tramos a los pies del edificio, a fin de que la catedral quedase equilibrada en longitud y anchura. El interior se armonizó debido a que todas las naves del edificio se emparejaron en altura, obra encomendada a Juan de Segura pero que emprendió finalmente Charles de Mendibe. Éste también incluyó dos tramos de los pies a cada nave, con sus correspondientes capillas: dos a cada lado y cuatro más al fondo. Gran mecenas y hombre influyente en el reino, el nieto de Fernando el Católico mandó hacer su sepulcro entre 1549 y 1555, ejecutado en alabastro por Juan Vizcaíno y Bernardo Pérez, sito en la capilla de San Bernardo. Se le considera una de las más logradas obras de la escultura renacentista en Aragón. Enfrentado al de su hijo se encontraría el de Ana de Gurrea, elaborado por Juan de Liceire. Pedro de Moreto construyó, en aquel tiempo, el retablo de la capilla de san Bruno. Otra de las obras importantes llevadas a cabo por el hijo de Alonso de Aragón fue la capilla de los arcángeles Miguel, Gabriel y Rafael, decorada por Gabriel Zaporta en 1570. Destaca la portada, la reja, las pinturas murales, el retablo de madera y las esculturas talladas en alabastro por Juan de Ancheta. El mecenazgo de Hernando de Aragón llevó a construir la puerta a los pies de la Pabostría, y a que el trascoro —ubicado en el centro— de la catedral tomara forma. Su mandato, en fin, fue el que modernizó el templo y le brindó protagonismo en la Zaragoza del siglo XVI.

## La Seo barroca y neoclásica

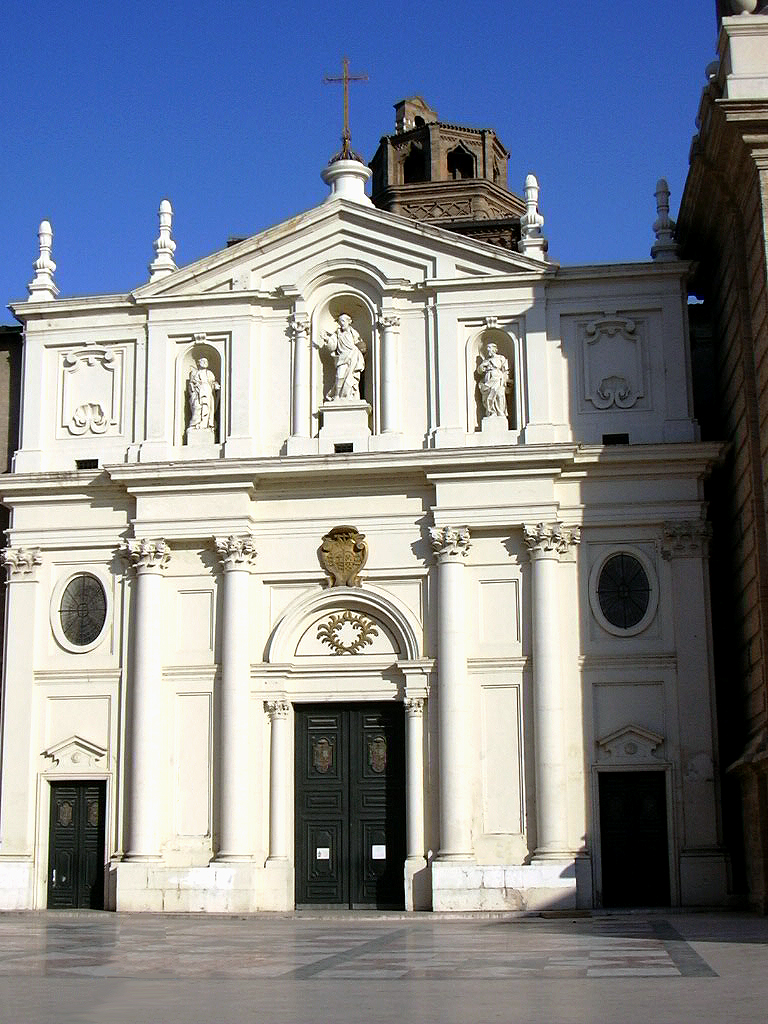
Frontispicio neoclásico de la Seo, diseñado por Julián Yarza.

Los canónigos del Pilar y la Seo mantuvieron una disputa durante varios años. En el siglo XVII el enfrentamiento adquiere notoriedad, pues el cabildo del Pilar solicitó la concesión de la sede episcopal, pero el rey Felipe IV se posicionó a favor de la Seo. En 1676, el papa Clemente X decidió fundir ambos cabildos, por lo que surgió el Cabildo Metropolitano de Zaragoza. Éste se integraría por seis dignidades y quince canónigos de cada catedral, y el deán residiría seis meses en cada una.
A pesar de que la Seo adquiere la mayoría de su aspecto actual en el siglo XVI, la portada y la torre barroca fueron levantadas en el siglo XVIII. El frontispicio sigue las pautas del barroco clasicista. En este siglo también se cubre el suelo del interior con un fino enlosado de coloridos mármoles que reflejan en planta el desarrollo de las bóvedas.
La torre mudéjar, que ya amenazaba ruina, fue derribada a fines del siglo XVII. A principios del siglo XVIII se proyectó una nueva, diseñada por Juan Bautista Contini en Roma, en 1683. En las obras colaboraron Pedro Cuyeo, Gaspar Serrano y Jaime Busiñac. Esbelta y de magnífica factura barroca, la torre se inició en 1686 y se concluyó en 1704. En este año se colocó el chapitel, en el punto más alto de los noventa metros de altura que posee la torre. En 1786 Joaquín Arali añade esculturas que representan a las Virtudes Cardinales, y al año siguiente se incorpora un reloj.
Julián Yarza fue el encargado de realizar la nueva fachada de la catedral, gracias a la intervención del arzobispo Francisco Añoa. Las obras se emprendieron entre 1763 y 1767. En la puerta principal figura el escudo de Añoa, así como en la puerta lateral izquierda que da acceso a la Parroquieta. Yarza fue discípulo de Ventura Rodríguez —constructor de la basílica barroca de Nuestra Señora del Pilar—, en cuyo proyecto inconcluso para la puerta de San Bartolomé se basó. Construida en piedra, ladrillo y yeso, la pintura blanca actual la ha despojado de los contrastes materiales de la original.
El acceso al fondo de la Sala Capitular y antes de la Sacristía, que da a la plaza de San Bruno, fue edificado por José Yarza y Lafuente, en 1806. El diseño incluía una puerta sencilla flanqueada por columnas jónicas y guirnaldas.

## Época contemporánea

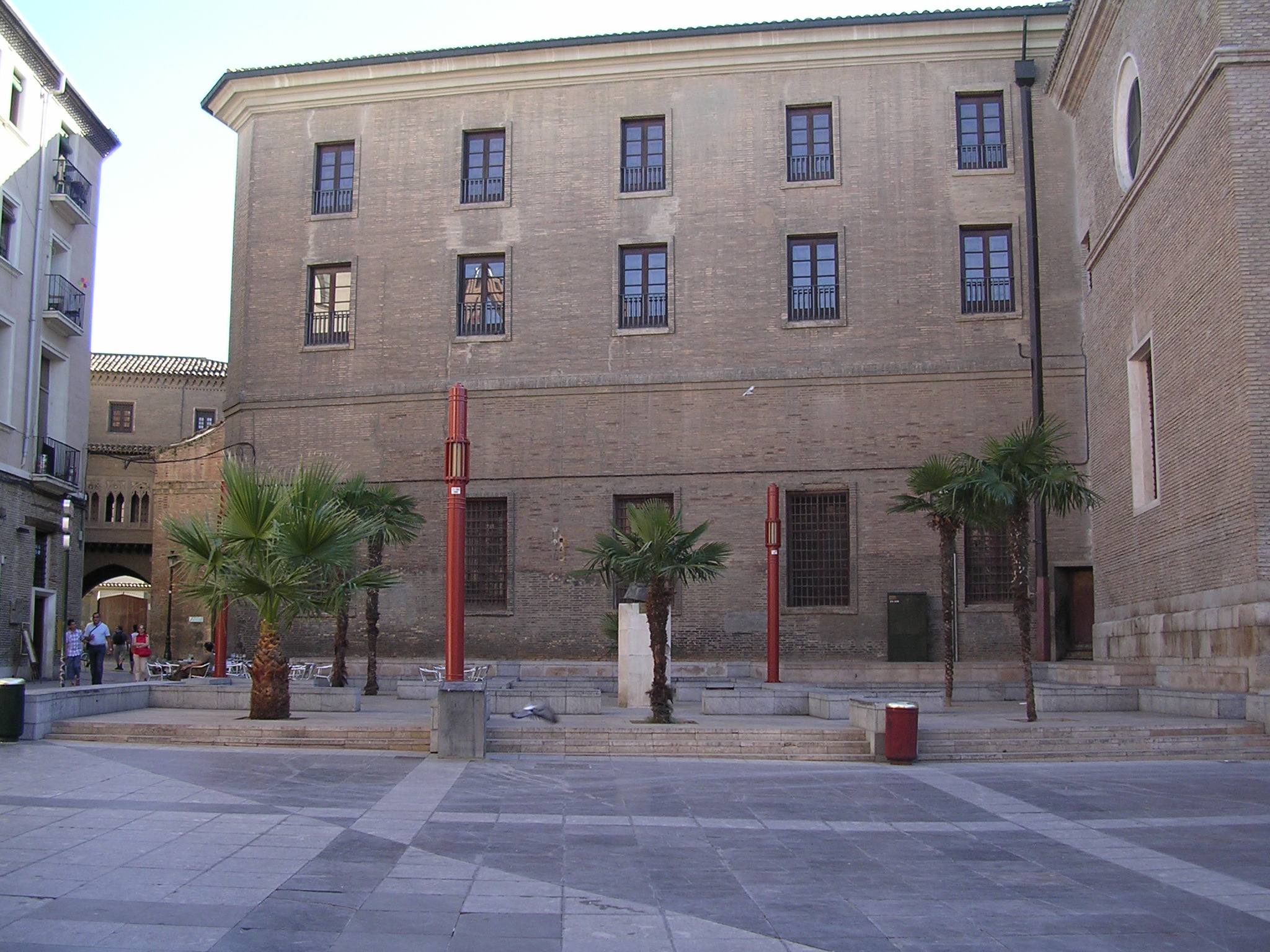
Plaza de San Bruno. En ella se han descubierto, durante las restauraciones, vestigios arqueológicos que han permitido conocer a profundidad la historia de la Seo.

Entre 1960 y 1965 fueron llevados a juicio los responsables de una larga serie de robos acaecidos en la biblioteca de la Seo, catalogada como una de las más importantes de Europa. En el transcurso de los hurtos se perdieron alrededor de 583 libros, códices, incunables y manuscritos, con un valor de 13 295 500 pesetas de la época. La enorme desidia que recibió la biblioteca por parte del cabildo metropolitano de Zaragoza favoreció enormemente el trabajo de los criminales. Uno de los principales ladrones fue el italiano Enzo Ferrajoli de Ry, sin antecedentes penales y con varios contactos dentro del régimen franquista, que se apropió de unos 110 libros. Apenas pudieron recuperarse incunables de la Biblia políglota complutense, el Manipulos curatorum —que durante mucho tiempo se consideró el primer libro editado en España—. Un libro firmado por Juan de Coloma —secretario del rey Fernando el Católico—, el 2 de enero de 1492 (día de la caída de Granada) y dedicado a Aragón, terminó en el British Museum. Otros ejemplares fueron recogidos por la Universidad de Yale o subastados por Sotheby's. Las instituciones de marras se negaron a devolverlo, bajo el alegato de que habían sido adquiridos «de buena fe, por procedimientos habituales y a personas de confianza».
Entre 1980 y 2000 se emprendió en la Seo un proceso de restauración, en el que se abordó la reparación en profundidad el edificio. El procedimiento puede clasificarse en cuatro etapas:
- 1975-1987: excavación arqueológica, demolición de edificios cercanos y restauración de los pilares de la nave principal, tejados, aleros, vidrieras y cimentación. Fue dirigida por Ángel Peropadre Muiese (1980-1988).
- 1987-1992: restauración de la pared de la Parroquieta, del cimborrio, capillas de la cabecera y fachada neoclásica. A partir de esta etapa se cerró la catedral al culto. La dirección de esta fase le fue encomendada a Ignacio Gracia Bernal.
- 1992-1994: culminación de acciones anteriores y excavaciones de vestigios romanos y musulmanes. La dupla formada por Luis Franco Lahoz y Mariano Pemán Gavín estuvo encargada de la restauración en estos años.
- 1995-1998: restauración completa de la torre, chapitel, reloj, órgano, retablo mayor, yesería, capillas —aquellas que no se limpiaron entre 1987 y 1992— y el museo de tapices. Como la anterior, también fue dirigida por el equipo Franco-Pemán.
- En 2005, la sacristía de la Seo aún se encontraba en obras de restauración.